# Toxicité de l'oxygène
 Mise en garde médicale
La toxicité de l'oxygène est l'ensemble des dommages qui peuvent être causés à un organisme par la respiration d'oxygène (O2) à des pressions élevées. Elle est également connue sous le nom de syndrome de toxicité de l'oxygène, d'intoxication à l'oxygène et d'empoisonnement à l'oxygène.
Historiquement, l'état du système nerveux central a été appelé l'effet Paul Bert, et l'état pulmonaire l'effet Lorrain Smith, d'après les chercheurs qui ont été les pionniers de sa découverte et de sa description à la fin du XIXe siècle.
Les cas graves peuvent entraîner des dommages cellulaires et la mort, avec des effets le plus souvent observés dans le système nerveux central, les poumons et les yeux.
La toxicité de l'oxygène est préoccupante pour les plongeurs sous-marins dès lors que la pression partielle d'oxygène dépasse 1,6 bar, ceux qui ont de fortes concentrations d'oxygène supplémentaire (en particulier les bébés prématurés) et ceux qui subissent une oxygénothérapie hyperbare.
La respiration d'oxygène sous des pressions partielles accrues a pour conséquence l'hyperoxie, un excès d'oxygène dans les tissus du corps.